# Crocodill (Schiff, 1880)
Die Crocodill war das achte Schiff der Wespe-Klasse, einer Klasse von insgesamt elf Panzerkanonenbooten der Kaiserlichen Marine, die für die Verteidigung der deutschen Nord- und Ostseeküste konstruiert wurde.

## Bau und Dienstzeit
Die Crocodill wurde wie ihre Schwesterschiffe von der Bremer Werft AG Weser gebaut. Die Arbeiten begannen im Jahr 1878, und der Stapellauf erfolgte am 19. September 1879.  Am 26. Mai 1880 konnte es an die Marine übergeben werden.
Die Crocodill wurde am 20. September 1880 erstmals in Dienst gestellt, um einen Monat lang Probefahrten durchzuführen. Anschließend wurde sie der Marinestation der Ostsee zugeteilt und am 20. Oktober wieder außer Dienst gestellt.
Im Sommer 1884 wurde eine Panzerkanonenbootflottille mit Grille als Flaggschiff gebildet. Sie bestand neben Grille und Crocodill aus Biene, Camaeleon und Hummel sowie Natter, welche im Juni die wegen einer Havarie ausgefallene Biene ersetzte. Der Verband führte Übungen vor Rügen durch, um später gemeinsam mit der Flotte Manöver abzuhalten. Diese waren Ende September beendet, und die Crocodill wurde am 30. September 1884 wieder außer Dienst gestellt.
Erst zehn Jahre später, im Oktober 1894, wurde das Schiff erneut in Dienst gestellt. Die Crocodill wurde der neu gebildeten Panzerkanonenboots-Division Danzig zugeteilt und versah bis in den Mai des Folgejahres Dienst als Stammschiff der Division, bis sie von der Mücke abgelöst wurde. Weitere aktive Tätigkeiten folgten von August bis Anfang Oktober 1897 sowie von Juli bis September 1900 zu Übungen.

## Verbleib
Die Crocodill wurde am 18. März 1911 aus der Liste der Kriegsschiffe gestrichen und anschließend zwei Jahre lang als Zielschiff verwendet. Von 1913 bis 1918 lag sie als Schmiede-Werkstatt in Wilhelmshaven und wurde dann abgewrackt.

## Kommandanten
| 20. September bis 20. Oktober 1880 | Kapitänleutnant Emil von Lyncker       |
| 22. April bis 30. September 1884   | Kapitänleutnant Ernst von Frantzius    |
| 13. Oktober 1894 bis 5. Mai 1895   | Korvettenkapitän Rudolf Wittmer        |
| 3. August bis 1. Oktober 1897      | Kapitänleutnant Richard Koch           |
| 27. Juli bis 24. September 1900    | Kapitänleutnant Siegfried von Jachmann |